# وودلند پارک، نیوجرسی
وودلند پارک (به انگلیسی: Woodland Park) شهری در ایالت نیوجرسی کشور ایالات متحده آمریکا است که جمعیت آن در سرشماری سال ۲۰۱۰ میلادی، ۱۱٬۸۱۹ نفر بوده‌است.